# Les Fées sont d'exquises danseuses
Pour un article plus général, voir Préludes de Debussy.
Les Fées sont d'exquises danseuses est le quatrième prélude du deuxième livre des Préludes pour piano de Claude Debussy. 

## Présentation
Les Fées sont d'exquises danseuses est composé entre 1911 et 1912, et créé à Paris le 5 avril 1913 à la Société nationale de musique par le pianiste Ricardo Viñes. L'œuvre est également donnée au sein du cycle complet du deuxième livre des Préludes, le 12 juin 1913 à Londres, au Aeolian Hall, par Walter Rummel.
Le titre du prélude est inspiré d'une illustration d'Arthur Rackham pour Peter Pan de J. M. Barrie (1907). La gravure était un cadeau de Noël pour Chouchou, la fille de Debussy.
La partition est publiée par Durand en 1913.

## Analyse et commentaires

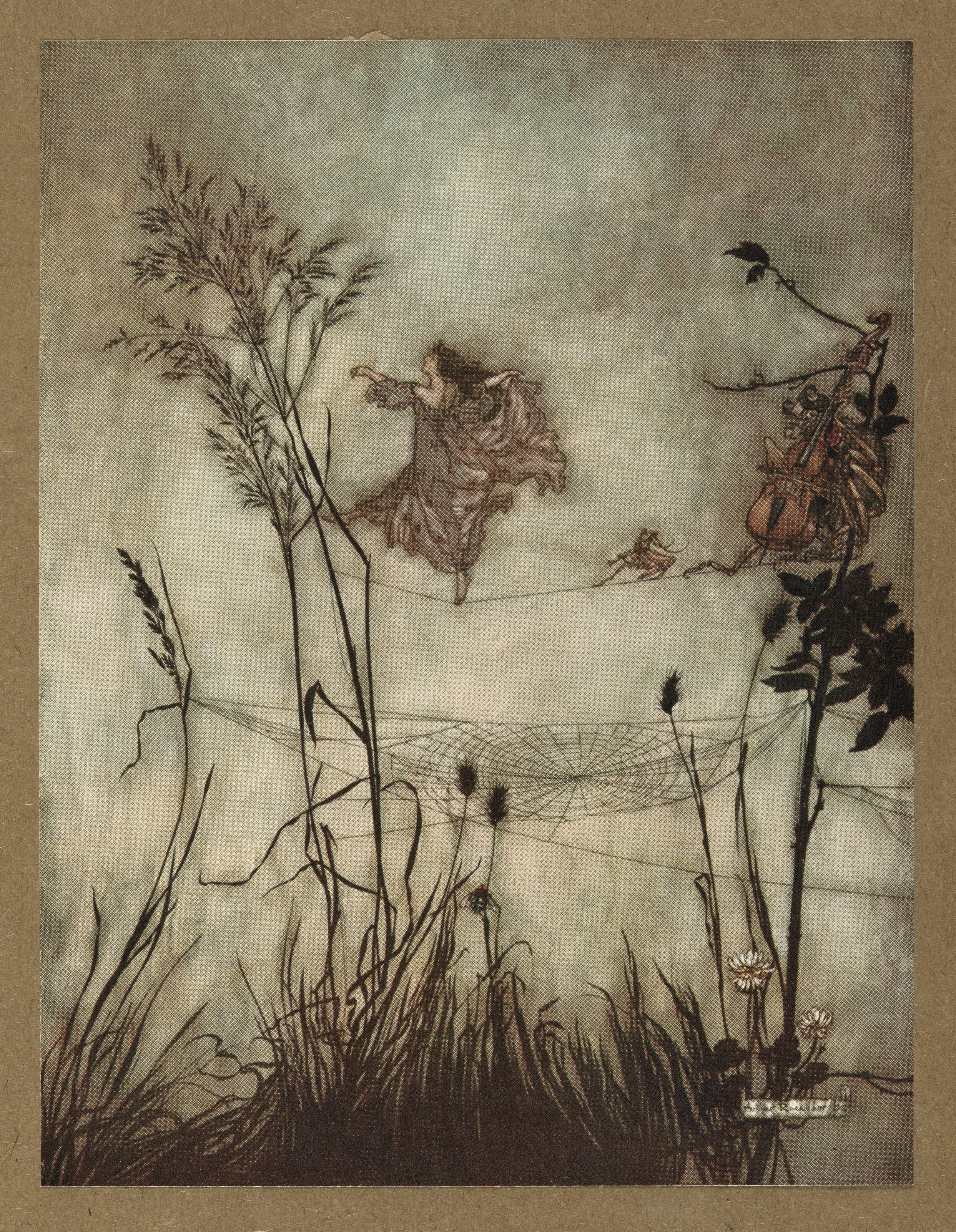
The fairies are exquisite dancers, illustration d'Arthur Rackham pour Peter Pan.

Les Fées sont d'exquises danseuses, d'une durée moyenne d'exécution de trois minutes environ, est en ré bémol majeur, « rapide et léger », à 
.
La pièce est un scherzo « d'une délicatesse merveilleuse, aux rythmes et aux sonorités aussi insaisissables que les êtres irréels qu'il évoque ».
Dans la même tonalité que le prélude précédent, « mais à couleur majeur cette fois », la partition commence par « un brouillage bi-tonal, reproduisant la technique du premier morceau », puis se déroule « dans une atmosphère harmonique délicieusement indécise, due à l'opposition bitonale des deux mains, — la droite sur les touches noires, la gauche sur les blanches ». Après « la danse de ces créatures de rêve, « filles capricieuses des nymphes de l'Après-midi d'un faune » (Marguerite Long), nous entendons leur chant ». À la fin du morceau, on entend une évocation du cor d'Obéron.
Pour Vladimir Jankélévitch, le prélude « s'évanouit dans l'espace aérien : du rubato passionné il ne reste qu'un trille, puis un froufrou soyeux de triples croches bondissant de nuage en nuage ; et pour finir, les quintolets de triples croches s'étant évaporés dans la hauteur, il ne reste plus qu'une seule note, la tonique Ré bémol vibrant à l'infini... ».
Pour Alfred Cortot, le morceau évoque, « suivant le caprice charmant d'une virtuosité aérienne, l'envol léger de visions impalpables, le jeu fugace des reflets, la vie dansante de la flamme, la ronde tourbillonnante d'une fumée, tout ce qui va se dissolvant sous la caresse de l'air et dans la joie de la lumière ».
Dans le catalogue des œuvres du compositeur établi par le musicologue François Lesure, Les Fées sont d'exquises danseuses porte le numéro L 131 (123) no 4.

## Discographie sélective
- Debussy : Piano works Vol. 4, François-Joël Thiollier (piano), Naxos 8.553293, 1998[9].
- Debussy: Préludes, Steven Osborne (piano), Hyperion Records CDA 67530, 2006[10].
- Debussy : Complete Works for Piano, Volume 1, Jean-Efflam Bavouzet (piano), Chandos Records CHAN 10421, 2007[11].
- Debussy : The Solo Piano Works, Noriko Ogawa (piano), BIS Records CD 1955/56, 2012[12].
- Claude Debussy : The complete works, CD 4, Yuri Egorov (piano), Warner Classics, 2018[13].